# Budapest
Budapest er Ungarns hovedstad. Navnet er sammensat af navnene på to byer, Buda og Pest, der ligger på hver sin side af floden Donau. Byen spreder sig over et areal på 525 km2
og har 1.686.222 (2024) indbyggere. På Buda-siden ligger Gellert-bjerget med citadellet, borghøjen med det gigantiske slotskompleks og bydelen bag Matthias-kirken. På den flade Pest-side ligger parlamentet, forretninger og administrationsbygninger, de pragtfulde boulevarder og de store boligkvarterer. 

## Historie
Romerne grundlagde byen Aquincum år 89, hvor en keltisk by tidligere havde ligget. Fra år 106 til det 4. århundrede var Aquincum hovedstaden i den romerske provins Pannonien. Contra Aquincum (eller Trans Aquincum) var det nuværende Pest.
Omkring år 900 kom magyarerne, forfædrene til de moderne ungarere, til
området. I middelalderen blev de to byer Buda og Pest vigtige. Buda blev sæde for et kongeligt slot i 1247, og i 1361 blev det Ungarns hovedstad. Pest blev ødelagt af mongolerne i 1241, men genrejstes hurtigt igen.
Osmannerrigets erobring af Ungarn i det 16. århundrede afbrød byernes vækst: Pest faldt til osmannerne i 1526 og Buda faldt 15 år senere. Buda blev hovedstad for en osmannisk guvernør, men Pest blev forladt før habsburgerne indtog byen i 1686.
Det var Pest, hjemsted for administration siden 1723, som voksede hurtigst i 18. og 19. århundrede. I 1800 var Pest større end Buda og Obuda tilsammen. Pests befolkning voksede 20 gange i 19. århundrede til 600.000, mens Buda og Óbudas befolkning kun var 4 gange større i 1900.
Sammensmeltning af de tre byer under en kommunal ledelse, først gennemført af den revolutionære ungarske regering i 1849, men tilbagekaldt af den habsburgske ledelse, var til slut slået fast af den ungarske kongelige regering, etableret under den østrig-ungarske Ausgleich af 1867. Befolkningen i den nye by, Budapest, voksede 7 gange i størrelse fra 1840 – 1900 til 730.000. Budapest var en rigtig imperial by, idet byen var hovedstad i den ungarske del af Østrig-Ungarn. Den ungarske regering var en vigtig del af kejserrigets styre. Mange af byens store bygninger stammer fra det 19. århundrede.
I løbet af 20. århundrede voksede befolkningen især i forstæderne. Újpests befolkning fordobledes fra 1890 – 1910 og Kispest firedobledes fra 1900 – 1920 fordi det meste af landets industri blev koncentreret i byen. Landets store menneskelige tab i 1. verdenskrig og Ungarns tab af store landområder i 1920 var kun midlertidige problemer. Byen var nu hovedstad i et mindre, men selvstændigt land.
Omkring en tredjedel af Budapests 200.000 jøder døde i 2. verdenskrig efter Tysklands besættelse i 1944. Budapest blev kraftigt ødelagt under den sovjetiske belejring i 1944. Byen kom på fode igen i 1950'erne og 1960'erne under den kommunistiske regering, og blev delvis et udstillingsvindue for fremvisning af regeringens mere pragmatiske politikker fra og med 1960'erne. Siden 1980'erne og kommunismens fald har byen, som hele landet, været ramt af fraflytning.

## Byens bydele
- Tabán, Vár – I. Kerület
- Rózsadomb – II. Kerület
- Óbuda – III. Kerület
- Újpest – IV. Kerület
- Belváros – V. Kerület
- Terézváros – VI. Kerület
- Lipótváros – VII. Kerület
- Józsefváros – VIII. Kerület
- Ferencváros – IX. Kerület
- Kőbánya – X. Kerület
- Kelenföld – XI. Kerület
- ... – XII. Kerület
- Angyalföld – XIII. Kerület
- Zugló – XIV. Kerület (Alsórákos, Herminamező, Istvánmező, Kiszugló, Nagyzugló, Rákosfalva, Törökőr, Városliget)
- Rákospalota, Pestújhely – XV. Kerület
- Mátyásföld, Sashalom, Cinkota – XVI. Kerület
- Rákosmente – XVII. Kerület
- Pestszentlőrinc-Pestszentimre – XVIII. Kerület
- Kispest – XIX. Kerület
- Pesterzsébet – XX. Kerület
- Csepel – XXI. Kerület
- Budatétény, Nagytétény, Budafok – XXII. Kerület
- Soroksár – XXIII. Kerület

## Historiske befolkningstal
- 1800: 54.200 indbyggere
- 1830: 102.700
- 1850: 178.000
- 1880: 370.800
- 1900: 733.400
- 1925: 957.800
- 1985: 2.000.007
- 2002: 1.800.000
- 2005: 1.695.000
- 2009: 1.712.210

## Klima
| Vejr for Budapest       | Vejr for Budapest | Vejr for Budapest | Vejr for Budapest | Vejr for Budapest | Vejr for Budapest | Vejr for Budapest | Vejr for Budapest | Vejr for Budapest | Vejr for Budapest | Vejr for Budapest | Vejr for Budapest | Vejr for Budapest | Vejr for Budapest |
|                         | Jan               | Feb               | Mar               | Apr               | Maj               | Jun               | Jul               | Aug               | Sep               | Okt               | Nov               | Dec               | År                |
| ----------------------- | ----------------- | ----------------- | ----------------- | ----------------- | ----------------- | ----------------- | ----------------- | ----------------- | ----------------- | ----------------- | ----------------- | ----------------- | ----------------- |
| Gennemsnitlig maks °C   | 2                 | 4                 | 11                | 18                | 22                | 25                | 28                | 28                | 23                | 16                | 10                | 3                 | 15,83             |
| Gennemsnitlig min °C    | −3                | −1                | 3                 | 7                 | 11                | 14                | 17                | 17                | 13                | 8                 | 4                 | −1                | 7,42              |
| Gennemsnitlig nedbør mm | 38                | 36                | 37                | 40                | 60                | 66                | 55                | 50                | 47                | 40                | 53                | 42                | 281               |